# Эсколар, Игнасио
Игнасио Эсколар Гарсия (родился 20 декабря 1975 года в Бургосе) — испанский блогер и журналист. В настоящее время он возглавляет цифровую газету eldiario.es, а также является политическим аналитиком на радио и телевидении. Основатель и первый директором газеты Público.

## Биография

### Ранние годы и образование
Игнасио Эсколар родился 20 декабря 1975 года в Бургосе, Испания.
Он начал изучать журналистику в Мадридском университете Комплутенсе, но вскоре бросил учёбу.

### Карьера журналиста
Свою журналистскую карьеру начал в 1995 году, сотрудничая с такими газетами, как Cinco Días и El Mundo, и такими журналами, как Muy Interesante, Rolling Stone, GEO и Quo. В 1999 году он присоединился к вечерним новостям Telecinco, отвечая за El navegante, раздел ежедневного Интернет-вещания. В 2004 году работал консультантом по СМИ в Мексике и Эквадоре. Вернувшись в Испанию, он был назначен координатором сети новостей Telecinco. Он оставил этот пост, чтобы стать заместителем директора газет La Voz de Almería, Cadena SER Almería и Localia Almería, что сделало бы его также журналистом общественного мнения в программах или тертулии, таких как La Ventana и Hoy por hoy радио Cadena Ser. Он вернулся в Мадрид, чтобы стать первым директором газеты Público, которой он руководил с момента её основания в сентябре 2007 года до своего увольнения 13 января 2009 года. С этого дня до марта 2012 года он был ежедневным колумнистом в Público. В этом году Эсколар оставил эту работу, чтобы основать онлайн-газету eldiario.es.
Он также принимал участие в политических тертулиях каналов TVE, Cuatro, Telecinco и Veo7, таких как Los Desayunos de TVE, La noche en 24 horas or 59 segundos (2007—2012), La vuelta al mundo (2009—2011) в Veo7, Las mañanas de Cuatro (2013—2014 гг.) с Хесусом Синторой, или в El gran debate (2012—2013 гг.). Он был постоянным сотрудником Hoy por hoy радио Cadena Ser, пока не был уволен в апреле 2016 года по прямому приказу его главы Хуана Луиса Себриана. Причина заключалась в том, что eldiario.es, газета, которой руководит Эсколар, связала Себриана с «Панамскими документами», хотя и косвенно. Поэтому Себриан решил подать в суд на eldiario.es, El Confidencial и LaSexta.
Escolar имеет эксклюзивный контракт с LaSexta на участие в основных программах этой телесети: Al rojo vivo (2015 — настоящее время), Más vale tarde и La Sexta noche (2015 — настоящее время). Escolar также сотрудничает с такими международными СМИ, как The Guardian в Великобритании и Clarín в Аргентине.

### Блогер
Как блогер Эсколар начал свою карьеру в 2001 году, редактируя spanishpop.net, страницу, посвященную инди-попу, которая оставалась активной до 2006 года. В 2003 году был основан Escolar.net, блог, изначально предназначенный для Интернета сегодня, но позже он будет сосредоточен на текущих политических событиях. Escolar.net считается самым популярным испанским блогом о политике. В этом блоге также размещена вики-страница Escolar.net, которая служила платформой для различных социальных движений, таких как Movimiento por una vivienda digna (Движение за достойное жилье), Manifesto en defensa de los derechos basicales en Internet (Манифест в защиту фундаментальных прав в Интернете) и другие. Также с 2003 года Escolar ведет культурный блог Elastico.net.

### Музыкант
Игнасио Эсколар также является музыкантом альтернативного стиля. Он был участником инди-поп-группы Meteosat, а также записал несколько песен в электронном стиле под именем Decodek.

### Писатель
Вместе со своим отцом, Арсенио Эсколаром, также журналистом, он опубликовал в сентябре 2010 года эссе: La nación inventory, una Historia Difference de Castilla (Изобретенная нация, другая история Кастилии), в котором они рассматривают средневековую историю Кастилии и происхождение её основополагающих мифов. Он также является автором повести 31 noches (31 ночь), которая была опубликована в газете Public летом 2009 года. Эта книга вошла в сборник «Conspicua» под ред. «Suma de Letras». Он также является соавтором книги Reacciona, опубликованной изд. Aguilar.

## Награды
- Премия «Гарсиа Маркес» в области журналистики (2018).
- Первый победитель Premio de Periodismo Digital «José Manuel Porquet» за статью «Por favor, pirateen mis canciones».
- Блог Эсколара Escolar.net, обладатель веб-награды Bitacoras.com в 2008 и 2009 годах за лучший политический блог.

## Личная жизнь
Игнасио Эсколар сын журналиста Арсенио Эсколара, который возглавлял бесплатную ежедневную газету 20 minutos.